# Pallati i Kongreseve
Der Pallati i Kongreseve (albanisch für Kongresspalast; eigentlich „Palast der Kongresse“) ist Austragungsort verschiedener Konferenzen, Festivals, Ausstellungen, Zeremonien, Messen und Konzerte in Tirana, der Hauptstadt Albaniens. Das Veranstaltungsgebäude im postmodernen Stil steht östlich des zentralen Boulevards Dëshmorët e Kombit in unmittelbarer Nähe der Universität und des Air Albania Stadium.

## Geschichte
Der Kongresspalast wurde zwischen 1982 und 1986 zur Zeit der kommunistischen Diktatur unter Enver Hoxha nach einem Entwurf des albanischen Architekten Klement Kolaneci errichtet. Das Gebäude diente bis zur demokratischen Wende 1990/91 vor allem als lokales Kongress- und Konferenzzentrum für die Partei der Arbeit Albaniens. Seitdem wird der Pallati i Kongreseve für vielfältige Veranstaltungen wie Festivals, Ausstellungen und Konzerte genutzt.
2012 wurde das Gebäude aus Regierungseigentum in den Besitz der Stadt Tirana überführt.

## Baudaten
Das Gebäude hat einen rechteckigen Grundriss mit einer Kuppel in der Mitte. Dabei sind die Ecken abgeschnitten. Die Anlage erreicht eine Bauhöhe von 18 bis 23 Metern, eine Breite von rund 70 Metern und eine Länge von 95 Metern. Die Grundfläche beträgt somit etwa 6650 Quadratmeter.
Der Hauptsaal hat eine Zuschauerkapazität von etwa 2100 Personen. Daneben gibt es drei kleinere Säle für 150, 280 und 300 Personen.

## Veranstaltungen

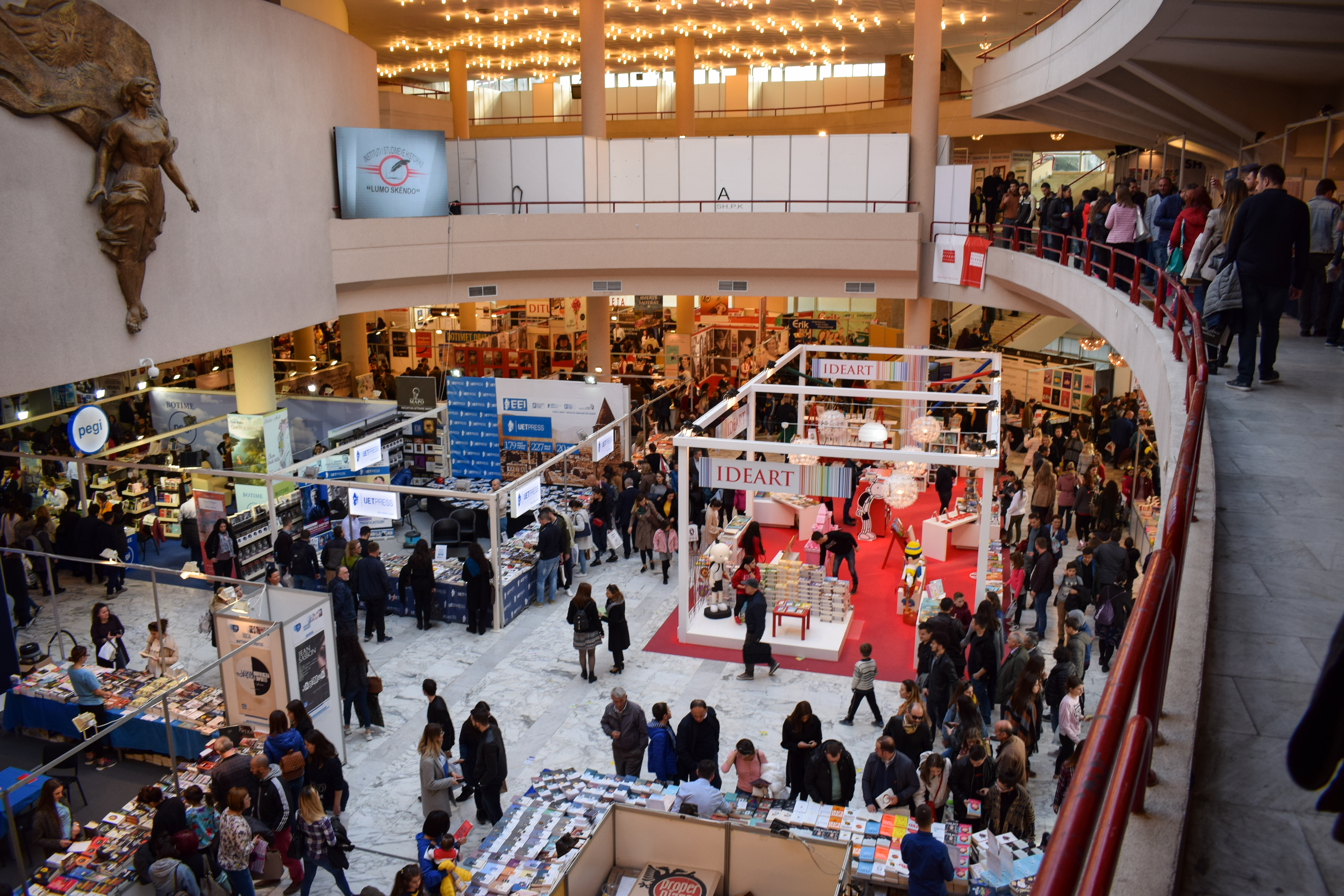
Buchmesse im Kongresspalast

Heute ist der Kongresspalast in Tirana vor allem als Austragungsort des nationalen Musikfestivals Festivali i Këngës bekannt, das seit 1989 dort stattfindet. Kënga Magjike ist ein weiterer bedeutender Gesangswettbewerb, der an diesem Ort ausgetragen wird.